# Rémi Mulumba
Rémi Mulumba (Abbeville, 2 novembre 1992) è un calciatore francese naturalizzato congolese (Repubblica Democratica del Congo), centrocampista del Bandırmaspor.

## Carriera
Ha giocato in Ligue 1 con il Lorient.